# Aldajaureh (Arjeplogs socken, Lappland)
Aldajaureh, Álddájávrieh, är en av några sjöar i gruppen med detta namn i Arjeplogs kommun i Lappland och ingår i Umeälvens huvudavrinningsområde. Sjön har en area på 0,142 kvadratkilometer och ligger 1 052,6 meter över havet. Sjön avvattnas av vattendraget Aldajåkkå.

## Delavrinningsområde
Aldajaureh H.1054 ingår i det delavrinningsområde (736624-150708) som SMHI kallar för Mynnar i Laisälven. Medelhöjden är 1 047 meter över havet och ytan är 37,6 kvadratkilometer. Det finns inga avrinningsområden uppströms utan avrinningsområdet är högsta punkten. Aldajåkkå som avvattnar avrinningsområdet har biflödesordning 4, vilket innebär att vattnet flödar genom totalt 4 vattendrag innan det når havet efter 482 kilometer. Avrinningsområdet består mestadels av kalfjäll (97 procent). Avrinningsområdet har 0,56 kvadratkilometer vattenytor vilket ger det en sjöprocent på 1,5 procent.